# 格萊維茨事件

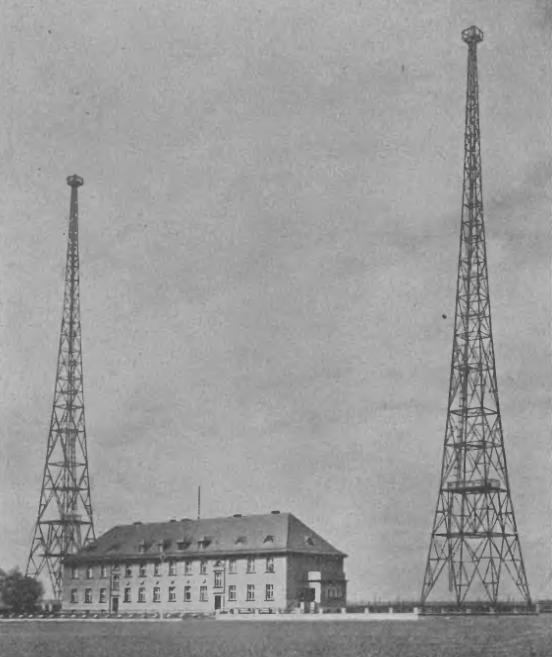
格萊維茨電台，1929年

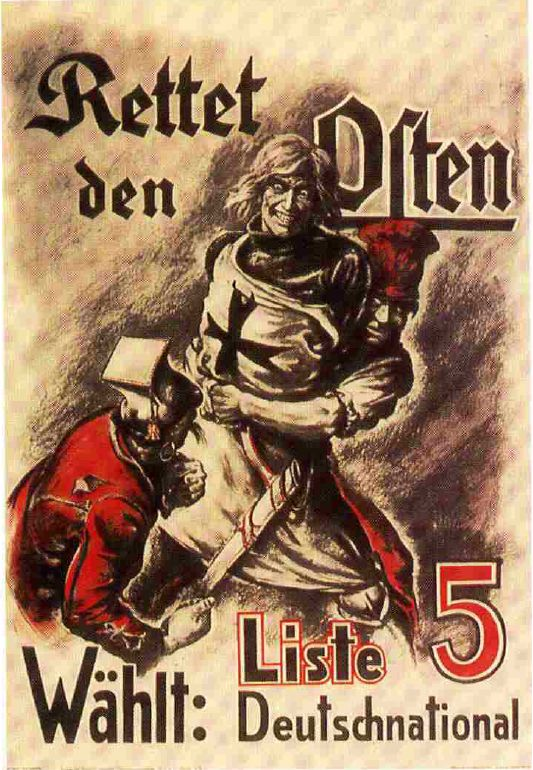
納粹宣傳：波蘭人與社會主義者對德國人 (條頓騎士) 造成威脅

格萊維茨事件（德語：Überfall auf den Sender Gleiwitz）是納粹德國軍隊偽裝成波蘭人於1939年8月31日向德國電台站“格萊維茨電台”發動攻擊，該電台站位於德國上西里西亞的格萊維茨（1945年後歸屬波蘭，並改名為格利維采），同時此事件也是在歐洲戰場的导火索。
這次的挑釁是希姆萊行動（一個納粹德國黨衛隊的行動代號）中的幾個知名事件之一。他們嘗試製造波蘭對德國具有侵略性的假象，好讓他們能夠名正言順地入侵波蘭。

## 事件經過
現今世人大部分所了解的格萊維茨事件來自於阿爾弗雷德·瑙約克斯在紐倫堡審判的證詞。在他的證詞中，說明了他在萊因哈特·海德里希及海因里希·穆勒兩位蓋世太保首領的指揮下，發動了此次行動。
瑙約克斯自从1939年8月中旬便在格萊維茨的上西里西亚酒店驻守，等待着来自柏林的指令。在8月31日下午4点时，他收到了来自柏林的行动开始代号：“祖母死了”。1939年8月31日晚間，一小批德國部隊穿上波蘭軍服，在瑙約克斯的率領下攻占了格萊維茨電台。电台的四个工作人员均被捆绑并囚禁在地下室中。由于格萊維茨電台并不播放自己的节目而是转播布雷斯勞帝国广播电台的节目，袭击者当中唯一一个通讯专家花了好大一番力气才终止其中转的节目，找到一个紧急用麦克风，並用德波双语播放一段簡短的波兰裔德国人角度的反德言論：“注意！注意！这里是格萊維茨電台，电台已落入我们波兰人之手……自由的时刻来临了！”上面的广播持续了大概四分钟左右并以一句呼声结尾：“波兰荣光永存！”在这之后不久瑙約克斯和他的部队便逃离现场。德軍的目標是使本次襲擊和播放看起來像是反德的波蘭入侵者所為。
在天亮时分，一群外国记者受邀前往格莱维茨电台现场考察真相。他们发现建筑物的广场和通道上分散着10余具身穿波兰军队制服的死者，旁边放着波制步兵武器。
為使本次襲擊更加真實，蓋世太保於8月30日逮捕了同情波蘭人的德國西里西亞人——弗朗齐歇克·霍尼奥克。翰尼歐克被裝飾成像個入侵者，隨後便被注射死刑並補上槍傷，好讓整個情境看起來像是他在攻擊電台站時被殺的樣子。他的屍體後來被作為攻擊的證據，進而交給了警方與記者。
除了霍尼奥克之外，一些其他來自於達豪集中營的罪犯也被施以同樣對待好讓整件事情更加有說服力。由於德國人提到他們的行動代碼為“Konserve”（意思為罐頭貨品），一些不正確的消息來源指稱此事件為“罐頭貨品”行動。

## 情況
格萊維茨事件是黨衛軍和阿勃維爾的行動之中的一部份。格萊維茨突襲的同時，在德波邊界也發生了其他由德軍所策畫的事件，像是在波蘭走廊發生的火燒房子以及散發虛假的政治宣傳。整個計畫稱為希姆萊行動（總共包括21件事件），其目的是為了讓情勢看起來像是波蘭在對德國挑釁。
1939年入侵的數個月前，德國的報紙和政客（像是阿道夫·希特勒）均指責波蘭當局容忍暴力組織，以及對在波蘭生活的德國人進行種族清洗。
格萊維茨突襲事件隔天（1939年9月1日），德軍白色行動的開始“入侵波蘭”讓第二次世界大戰歐洲戰場開打。與此同一天的德意志帝國議會內，阿道夫·希特勒在演講中舉出了21個邊境事件（其中三件極為嚴重），為德國針對波蘭的“防禦性”行動做出正當的解釋。幾天前的8月22日，他向將軍們說道：「無論合理與否，我會宣傳發動戰爭的原因。勝者將不會被詢問是否說了實話。」

## 國際間的反應
美國記者第二天被召集到現場，但卻沒有任何中立團體被允許可詳細調查此事件，且國際公眾對德國所敘述的事件持懷疑的態度。

## 大眾文化的反應
- Der Fall Gleiwitz（格萊維茨事件），導演：吉拉德·克連（1961年），德國電影股份公司，一部嘗試重建事件的東德電影，在西德是該公司最佳電影。
- Operacja Himmler（希姆萊行動） – Polart （波兰語）
- 《希特勒的黨衛軍：邪惡中的描繪》，導演：吉姆·戈達德（1985年）；一部播出部分格萊維茨事件的美國電影。
- 《鐵皮鼓》中簡短包含了此事件以做為片中劇情。
- 《代號：裝甲（英语：Codename: Panzers）》，一個在波蘭引起了爭議的電玩遊戲，因為不知情的玩家會將德國的宣傳視為歷史事實。

## 延伸閱讀
- 約翰·托蘭（英语：John Toland (historian)）, 阿道夫·希特勒：通用傳記, ISBN 0-385-42053-6.
- “格萊維茨事件”, 戰爭雜誌之後 號碼142 （2009年3月）
- 史坦利·S·塞德那, 元帥 艾德華·斯密格利-萊德茲·萊德茲以及波蘭保衛戰, 紐約, 1978年.
- 圖解第三帝國，克里斯畢曉普、戴維喬丹著

## 外部連結
- （英文） 第一部分，1939年9月1日閃電戰：一種新型戰法席捲波蘭 （页面存档备份，存于），1989年8月28日星期一的時代雜誌
- （英文） 格萊維茨電台博物館：格萊維茨挑釁及宣傳點。
- （英文） 格萊維茨的電台站

50°18′48″N 18°41′21″E / 50.313370°N 18.689037°E